# Ціноутворення на основі ризику
Ціноутворення на основі ризику — це методологія, прийнята багатьма кредиторами в галузях іпотечного кредитування та фінансових послуг. Вона використовується вже багато років, оскільки позикодавці намагаються виміряти кредитний ризик за процентними ставками та іншими комісіями. Відсоткова ставка за позикою визначається не тільки тимчасовою вартістю грошей, але й оцінкою позикодавця ймовірності того, що позичальник не виконає кредит. Позичальнику, який на думку позикодавця має малу ймовірність не виплатити борг, буде запропоновано кращу (нижчу) відсоткову ставку. Це означає, що різні позичальники будуть платити різні ставки.
Кредитор може враховувати різні фактори при оцінці ймовірності невиконання зобов'язань. Такими факторами можуть бути, наприклад, кредитний рейтинг позичальника або його статус зайнятості, або ж характеристики випливають із мети позики: особиста, для компанії, для ОСББ, тощо.